# توماس بونيت
توماس بونيت (بالفرنسية: Thomas Bonnet)‏ هو دراج فرنسي، ولد في 13 سبتمبر 1998.

## وصلات خارجية
- توماس بونيت على موقع الاتحاد الدولي للدراجات (الإنجليزية)
- توماس بونيت على موقع أرشيف الدراجات (الإنجليزية)
- توماس بونيت على موقع إحصائيات الدراجات الإحترافية (الإنجليزية)
- توماس بونيت على موقع MTB Data (الإنجليزية)